# Сльонсково
Сльонсково (пол. Śląskowo, нім. Slonskowo) — село в Польщі, у гміні Ютросін Равицького повіту Великопольського воєводства.
Населення — 321 особа (2011).
У 1975-1998 роках село належало до Лешненського воєводства.

## Демографія
Демографічна структура станом на 31 березня 2011 року:
|          | Загалом | Допрацездатний вік | Працездатний вік | Постпрацездатний вік |
| -------- | ------- | ------------------ | ---------------- | -------------------- |
| Чоловіки | 166     | 33                 | 119              | 14                   |
| Жінки    | 155     | 41                 | 84               | 30                   |
| Разом    | 321     | 74                 | 203              | 44                   |